# Colonia el Partidor
Colonia el Partidor är en ort i Mexiko.   Den ligger i kommunen Yautepec och delstaten Morelos, i den sydöstra delen av landet, 60 km söder om huvudstaden Mexico City. Colonia el Partidor ligger 1 256 meter över havet och antalet invånare är 249.
Terrängen runt Colonia el Partidor är kuperad åt nordväst, men åt sydost är den platt. Runt Colonia el Partidor är det mycket tätbefolkat, med 1 056 invånare per kvadratkilometer. Närmaste större samhälle är Jiutepec, 16,7 km väster om Colonia el Partidor. Omgivningarna runt Colonia el Partidor är en mosaik av jordbruksmark och naturlig växtlighet.